# Don't Cry for Me Argentina
"Don't Cry for Me Argentina" este cea mai cunoscutǎ melodia din muzicalul Evita, compusǎ de Anrew Lloyd Webber și versuri de Tim Rice. Melodia este interpretatǎ de personajul principal, Eva Perón. Este inclusǎ la începutul celui de-al doilea act când Evita se adreseazǎ mulțimii de pe balconul "Casei Rosada". Melodia, la fel ca multe dintre melodiile lui Lloyd Webber, este lentǎ, exprimând astfel emoții și regrete. Versiunea Madonnei a înregistrat vânzări de peste 447.000 de exemplare în Franța, fiind al șaselea cel mai bine vândut single al Madonnei acolo.

## Prima versiune
Muzicalul Evita a prins viațǎ ca un album, înainte chiar de a fi jucat pe scenǎ. Julie Convington a cântat "Don't Cry for Me, Argentina" pe albumul original din 1976. Melodia a ajuns #1 în topul britanic în februarie 1977.
Când Convington a ales sǎ nu interpreteze rolul pe scenǎ, Eleine Paige a fost distribuitǎ în producția londonezǎ a muzicalului. "Patti LuPone" a interpretat în original rolul Evitei pe Broadway.
În timpul conflictului "Falklands" dintre Marea Britanie și Argentina, melodia era deseori interpretatǎ cu sarcasm de trupele britanice. În timpul acestui război melodia a fost interzisǎ pe BBC.

## Versiunea Madonnei
Madonna a jucat în filmul din 1995, Evita, rolul principal și a înregistrat melodia pentru soundtack. A lansat și un mix dance atât în englezǎ cât și în spaniolǎ la începutul anului 1997, ca al doilea single de pe album. Acest remix dance, Miamy Mix Edit, poate fi gǎsit pe maxi singlelul acestei melodii. Clipul pentru melodie a fost scena completǎ din film în care se interpreta aceastǎ melodie. Originalul a fost inclus și în turneul din 2001, "Drowned World".
Mulți au considerat promovarea track-ului ca fiind una riscantǎ pentru un single, din moment ce melodia avea peste 20 de ani și fusese deja promovatǎ în varianta originalǎ în Europa și alte câteva țǎri. Pânǎ la urmǎ a devenit un hit, atingând #1 în mai multe țǎri, notabil în Franța unde a devenit al doilea #1 al ei (dupǎ La Isla Bonita). 
“Don’t Cry for Me, Argentina” a mai fost înregistratǎ de mulți artiști. Olivia Newton-John a înregistrat-o în 1977 pentru albumul "Making a Good Thing Better". The Carpenters au inclus-o și ei pe album "Passage", cu un intro numit "On the Balcony of the Casa Rosada". 

### Personal
- Writers – Andrew Lloyd Webber, Tim Rice
- Producers – Nigel Wright, Alan Parker, Andrew Lloyd Webber, David Caddick
- Remix producers – Madonna, Pablo Flores, Javier Garza
- Orchestra – John Mauceri
- Engineer – Javier Garza
- Mixing – Madonna, David Reitzas, Nigel Wright
- Photography – David Appleby

Source

### Track listings
| - UK CD Single 1. "Don't Cry for Me Argentina" (performed by Madonna) – 5:31 2. "Santa Evita" (performed by Orchestra/John Mauceri) – 2:30 3. "Latin Chant" (performed by Orchestra/John Mauceri) – 2:11 - UK "The Dance Mixes" CD Single / Australian CD Single with fold-out poster / German 12" Single 1. "Don't Cry for Me Argentina" (Miami Mix Edit) – 4:31 2. "Don't Cry for Me Argentina" (Miami Spanglish Mix Edit) – 4:29 3. "Don't Cry for Me Argentina" (Miami Mix) – 6:51 4. "Don't Cry for Me Argentina" (album version) – 5:31 - US 12" / CD Maxi-single (1997) 1. "Don't Cry for Me Argentina" (Miami Mix Alternative Ending) 2. "Don't Cry for Me Argentina" (Miami Spanglish Mix) 3. "Don't Cry for Me Argentina" (Miami Mix Edit) 4. "Don't Cry for Me Argentina" (Miami Dub Mix) 5. "Don't Cry for Me Argentina" (Miami Mix Instrumental Version) 6. "Don't Cry for Me Argentina" (Miami Spanglish Mix Edit) | - UK Promo CD Single 1. "Don't Cry for Me Argentina" (Miami Mix Edit) – 4:31 2. "Don't Cry for Me Argentina" (Miami Mix) – 6:51 - UK Promo 12" Single 1. "Don't Cry for Me Argentina" (Miami Mix) – 6:51 2. "Don't Cry for Me Argentina" (Miami Mix Edit) – 4:31 3. "Don't Cry for Me Argentina" (Miami Spanglish Mix Edit) – 4:29 - US Promo CD Single 1. "Don't Cry for Me Argentina" (Radio Edit) – 4:49 2. "Don't Cry for Me Argentina" (Album Version) – 5:31 |

Note
- Versiunile Miami Mix nu sunt remixuri ale versiunii originale, vocalul a fost re-înregistrat și această versiune este produsă de Madonna, Pablo Flores și Javier Garza. Aceste versiuni conțin doar versurile din "Eva's Final Broadcast" și folosesc sample-uri din "Fracanapa", scrise de Ástor Piazzolla și interpretate Ástor Piazzolla și Tango Quintet.

### Topuri și certificări
| Clasament (1997)                         | Poziție de top |
| ---------------------------------------- | -------------- |
| Australia (ARIA)                         | 9              |
| Austria (Ö3 Austria Top 40)              | 3              |
| Belgia (Ultratop 50 Flanders)            | 5              |
| Belgia (Ultratop 50 Wallonia)            | 2              |
| Canada Top Singles (RPM)                 | 14             |
| Denmark (IFPI)                           | 6              |
| Europe (Eurochart Hot 100)               | 1              |
| Finlanda (Suomen virallinen lista)       | 8              |
| Franța (SNEP)                            | 1              |
| Germania (Media Control Charts)          | 3              |
| Ireland (IRMA)                           | 9              |
| Italia (FIMI)                            | 2              |
| Olanda (Dutch Top 40)                    | 3              |
| Noua Zeelandă (Recorded Music NZ)        | 6              |
| Norvegia (VG-lista)                      | 9              |
| Spania (AFYVE)                           | 1              |
| Elveția (Schweizer Hitparade)            | 4              |
| Suedia (Sverigetopplistan)               | 9              |
| UK Singles (The Official Charts Company) | 3              |
| US Billboard Hot 100                     | 8              |
| US Billboard Adult Contemporary          | 21             |
| US Billboard Adult Top 40                | 14             |
| US Billboard Hot Dance Music/Club Play   | 1              |

| Clasament (1997)                  | Poziție |
| --------------------------------- | ------- |
| Australia ARIA Singles Chart      | 56      |
| Belgian Singles Chart (Flanders)  | 36      |
| Belgian Singles Chart (Wallonia)  | 18      |
| French SNEP Singles Chart         | 14      |
| Italian Singles Chart             | 21      |
| Netherlands (Mega Single Top 100) | 80      |
| Swedish Singles Chart             | 54      |
| Swiss Singles Chart               | 22      |

| Țara           | Certificări |
| -------------- | ----------- |
| Australia      | Gold        |
| France         | Gold        |
| Germany        | Gold        |
| Switzerland    | Gold        |
| United Kingdom | Silver      |